# Mega Millions
Il Mega Millions è una lotteria multi-giurisdizionale degli Stati Uniti. Gli Stati che aderiscono al Mega Millions sono 45, ai quali si aggiungono il District of Columbia e le U.S. Virgin Islands. Tra i vari Stati che partecipano al Mega Millions ci sono alcune differenze nel gioco.
Il gioco fu introdotto per la prima volta il 31 agosto 1996. Dal maggio 2002, ogni volta che viene vinto il jackpot, il montepremi riparte da 20 milioni di dollari.
Le estrazioni avvengono due volte a settimana, il martedì e il venerdì, anche nei giorni festivi come il Capodanno.

## Storia
I primi biglietti del gioco andarono in vendita in Georgia, Illinois, Maryland, Massachusetts, Michigan e Virginia il 31 agosto 1996, per la nuova lotteria allora conosciuta come The Big Game. Fino al 10 febbraio 1998, le estrazioni avvenivano un solo giorno in tutta la settimana, il venerdì. Poi, a partire da quella data, fu introdotto anche il martedì come giorno in cui potevano avvenire le estrazioni. A partire dal gennaio 1999, i vincitori del jackpot hanno la possibilità di reclamare il premio in denaro. Nel maggio dello stesso anno, anche il New Jersey iniziò a partecipare al concorso. Questo, fu l'ultimo Stato ad "iscriversi" prima che il gioco cambiasse nome.
Il 15 maggio 2002 è una data importante per la storia del Mega Millions perché avvengono due fatti importanti. Il primo è l'inizio della partecipazione di altri due Stati: New York e Ohio. Contemporaneamente, il gioco cambiò il nome da The Big Game Mega Millions in Mega Millions. Nel tempo, altri tre Stati hanno aderito al gioco: Washington (settembre 2002), Texas (2003) e California (2005). Il 6 marzo 2007, due vincitori dovettero condividere un jackpot record dal valore di 390 milioni di dollari (pari a 280 milioni di euro) al lordo delle imposte.

## Il gioco
Il giocatore sceglie cinque numeri tra 1 e 70 (palline bianche) e un altro numero compreso tra 1 e 25 (Mega numero). Il costo di ogni giocata è di 2 dollari. Per vincere il jackpot si devono indovinare tutti i sei numeri vincenti di un'estrazione, ovvero i cinque numeri delle palline bianche più il Mega numero.
In Georgia, New Jersey, New York e Texas, i giocatori devono anche scegliere, in anticipo, se intendono raccogliere il jackpot tutto in una volta o di trasformarlo in rendita vitalizia annuale. Illinois, Maryland, Massachusetts, New Jersey, New York e Virginia offrono la possibilità di abbonarsi per un certo periodo di tempo tramite posta.